# Mihkalijärvi
Mihkalijärvi är en sjö i Finland. Den ligger i kommunen Enare i landskapet Lappland, i den norra delen av landet, 1 000 km norr om huvudstaden Helsingfors. Mihkalijärvi ligger 109,5 meter över havet. Arean är 4,12 kvadratkilometer och strandlinjen är 31,05 kilometer lång. Sjön  ingår i Neidenälvens huvudavrinningsområde. 